# Salvador Ordóñez Delgado
Salvador Ordóñez Delgado (Lena, 17 giugno 1946) è un geologo spagnolo.
È stato rettore della Universidad Internacional Menéndez Pelayo dal 2006 al 2013.
Laureato in Scienze geologiche presso l'Università Complutense di Madrid, conseguì il dottorato nel 1974 e insegnò nella stessa università fino al 1992, anno in cui si trasferì all'università di Alicante come ordinario di Petrologia e Geochimica del dipartimento di Scienze della terra e Ambiente. Nel 2001 fu nominato rettore dell'università di Alicante e rimase in carica fino al 2004, anno in cui divenne Segretario di Stato per l'Università, incarico che mantenne sino al 2006.